# ヒバリチドリ科
ヒバリチドリ科（ひばりちどりか、学名 Thinocoridae）は、鳥類チドリ目の科。ヒバリチドリ（雲雀千鳥）、タネシギと呼ばれる。

## 特徴
エクアドル以南の南アメリカに生息する。
全長17–20cm。体型はずんぐりしておりウズラに似る。
海岸近くもしくは高山に住み、岩の多い荒地に小さな群れで暮らす。長距離は飛ばない。

## 分類
2属4種からなる。
- オオヒバリチドリ属 Attagis
  - Attagis gayi, Rufous-bellied Seedsnipe, オオヒバリチドリ
  - Attagis malouinus, White-bellied Seedsnipe, シロハラオオヒバリチドリ
- ヒバリチドリ属 Thinocorus
  - Thinocorus orbignyianus, Grey-breasted Seedsnipe, ノドジロヒバリチドリ
  - Thinocorus rumicivorus, Least Seedsnipe, コヒバリチドリ

## 系統
1980年代、Sibleyらにより、従来ツル目に含められていたクビワミフウズラ科と姉妹群だとされ、クビワミフウズラ科はチドリ目（ただしSibleyらはそれをチドリ下目とした）に含められた。この系統関係は近年の分子系統でも確認された。